# Sayed Yusuf
Sayed Yusuf (1895 - 8 december 1979) was een Indiaas hockeyer. 
Yusuf won met de Indiase ploeg de olympische gouden medaille in 1928.

## Resultaten
- 1928  Olympische Zomerspelen in Amsterdam